# Philippe Constant Joseph Briez
Philippe Constant Joseph Briez, né à Douai le 11 juin 1759, mort à Hal (Belgique), le 23 juin 1795.

## Biographie
Procureur au Parlement de Flandres (15 juin 1779), il devient avocat en cette cour le 16 août 1782, avant de devenir, dès le début de la révolution, procureur-syndic du district de Valenciennes.
En septembre 1792, il est élu membre de la Convention nationale par le département du Nord. Dans le procès du roi Louis XVI, il vote la mort. Mais il ajoute : « Dans le cas où la majorité serait pour la réclusion, je fais la motion expresse que si d'ici au 15 avril les puissances n'ont pas renoncé au dessein de détruire la liberté, on leur envoie sa tête. 
Le décret du 4 avril 1793 l'envoie en mission avec l'Armée du Nord, avec Dubois Dubais et d'Eustache Jean-Marie D'Aoust, pour remplir une mission à l'armée du Nord et il s’occupe des moyens de mettre cette frontière à l’abri de l’invasion !
Ayant donné connaissance à l’assemblée d’une lettre qu’il a écrit au prince de Saxe-Cobourg relativement aux conventionnels livrés par le général Charles François Dumouriez; sa conduite censurée comme indigne du représentant d'un peuple libre, et son rappel prononcé.
Briez écrit pour justifier une démarche qui ne lui a été dictée que par l'intérêt de ses collègues; et, sur la demande de Philippe-Antoine Merlin de Douai et de quelques autres députés attestant de son patriotisme, le décret est rapporté.
Mais le rappel de Philippe Constant Joseph Briez est ajourné sur la demande de Jean-François Delmas qui explique que son départ pénaliserait la population de son département.
Il se trouve à Valenciennes avec son collègue Cochon, lorsque cette ville, investie par les Autrichiens, il est obligé de capituler le 11 thermidor an I (28 juillet 1793). 
Briez sort avec la garnison et vient à Cambrai, d'où il annonce ce revers à la Convention. 
Le décret du 6 août 1793 met une fin à sa mission mais, malade, il ne rentre à Paris qu'au commencement de septembre 1793 où il reprend sa place à la Convention. 
Le 25 de ce mois, il lit à la tribune un mémoire sur l'armée du Nord, qu'il termine en reprochant au comité de salut public de garder le silence dans un moment aussi critique et de ne pas prendre les mesures nécessaires dans ces circonstances. L'impression de ce mémoire est ordonnée; et Briez adjoint au comité.
Lors de la séance du 15 septembre 1793, Philippe Constant Joseph Briez se joint aux députés qui attaquent le Comité de salut public.
Instruit de ce qui venait de se passer, Maximilien de Robespierre annonce qu'il est prêt à se retirer, ainsi que ces collègues, s'il a cessé de mériter la confiance de l'Assemblée. Ensuite, abordant l'un de ses thèmes favoris, il parle contre la faction qui cherchait à avilir, à diviser, à paralyser la Convention; puis il témoigne sa surprise de voir le comité blâmé par un homme qui n’a pas encore réparé la honte dont il s'était couvert, en revenant d'une place à sa défense, après l'avoir livrée aux Autrichiens.
Briez balbutie quelques mots pour sa justification et s'excuse sur son défaut de talent d'accepter une place au comité de salut public. Tel était alors l'ascendant de Robespierre sur la convention, que les deux décrets qu'elle venait de rendre sont alors rapportés.
Par la suite, Briez siège d'une façon très discrète à la Convention. La chute de Maximilien de Robespierre le 9 thermidor an II (27 juillet 1794) est un soulagement pour lui.
Le 4 juin 1794, il est élu secrétaire de la Convention.
Le 10 thermidor an II (28 juillet 1794), il est nommé commissaire pour la partie administrative en Belgique.
Briez entre au comité des secours publics et en est souvent le rapporteur; il fait, en cette qualité, accorder un secours à la commune de Bergues et à la commune d’Élincourt, qui a été saccagées par l’ennemi, aux indigents et aux parents des volontaires remplaçant qui se trouvaient sous les drapeaux. 
Il fait faire la restitution gratuite, par le Mont-de-piété, des engagements de petite valeur. Il est aussi le rapporteur qui fait accueillir les demandes des réfugiés des communes envahies par l'ennemi.
Briez meurt avant d'avoir terminé sa mission, le 23 juin 1795.

## Sources
- Jules Michelet, Révolution française